# Donald Lang
Donald Lang est un Afro-américain, accusé du meurtre de deux prostituées survenu à Chicago en 1965 et 1971. 
Ce cas est exceptionnel parce que Donald ne pouvait pas être déclaré coupable en tant que sourd, incapable de lire ou d'écrire, ni de lire sur les lèvres, ni de communiquer en langue des signes. Ainsi, bien qu'accusé d'avoir tué deux prostituées,, il ne fut pas condamné.

## Biographie
Donald Land est né vers 1945, il est afro-américain. Ses parents ont divorcé quand il avait 6 ans. Sa mère ne pouvait plus payer les frais de scolarité. Il a donc grandi sans aucune forme d'éducation. Il ne sait ni écrire ni lire et ne communique pas, ignorant la langue des signes car il n'a pas étudié à l'école pour les sourds.

## Meurtre
En 1965, Donald travaille dans le chargement de camions à Chicago. Après la mort de sa mère, il rencontre Ernestine Williams, une prostituée dans un bar du South Side, puis la poignarde à mort le lendemain. La police trouve les vêtements de Lang tachés de sang chez lui. L'affaire ne peut être instruite car il est illettré. On ordonne son confinement dans un hôpital psychiatrique afin qu'il apprenne la langue des signes en vue du procès. La mort d'un témoin important entraîne la fin de la procédure et Donald est libéré en février 1971.
Cinq mois après sa libération, Earline Brown (39 ans), une autre prostituée est tuée à Chicago. Des taches de sang sont trouvés sur les vêtements de Donald et il est à nouveau arrêté. Le procès a lieu à l'aide d'un dessin fait lors de son interrogatoire. Le dessin évoque une femme avec un "X" dessiné sur elle. En 1972, avec cet élément de preuve, il est condamné à une peine de 14 à 25 ans de prison par le jury. 
Le verdict est annulé en 1975 par une cour d'appel, statuant que Lang n'avait pas été en mesure de se défendre adéquatement. Son avocat Lowell explique pourquoi le verdict a été annulé : Donald est incapable de raconter ce moment; Lowell croit avoir compris que Donald a été attaqué par Earline Brown, la prostituée, et qu'il l'a tuée pour se protéger. On ne saura jamais exactement ce qui s'est passé lors de ces deux soirées. 
Dans les deux procès (en 1971 et 1972) , Lang est représenté par l'avocat sourd Lowell J. Myers. 
Selon un de ses avocats, les tests ont montré que Donald a un QI de 128. Son ancien patron voit en lui un honnête jeune homme qui était fier de son travail. Un de ses professeurs de langue le décrit comme « chaleureux et doux » jusqu'à un moment où il a changé.

## Aujourd'hui
Depuis ce procès annulé, Donald est confiné dans des hôpitaux psychiatriques et des prisons, et on vérifie régulièrement son aptitude à subir à nouveau le futur procès. Le département de santé mentale de l'Illinois a refusé de lui enseigner la langue des signes car il n'a pas souffert d'une maladie mentale. En 2005, il est resté confiné au Chicago-Read Mental Health.